# Врховина (Калиновик)
Врховина је насељено мјесто у општини Калиновик, Република Српска, БиХ. Према попису становништва из 1991. у насељу је живјело 30 становника. По попису становништва из 2013. године, мјесто Врховина било је ненасељено.

## Географија
Село Врховина налази се на падинама планине Трескавице, у западном дијелу Општине Калиновик. Дио мјеста Врховина је након Дејтонског споразума припао Граду Коњицу у Херцеговачко-неретванском кантону.

## Становништво
Према попису становништва из 1991. године, мјесто је имало 30 становника.
| Демографија | Демографија | Демографија |
| Година      | Становника  | Становника  |
| ----------- | ----------- | ----------- |
| 1961.       | 98          |             |
| 1971.       | 98          |             |
| 1981.       | 61          |             |
| 1991.       | 30          |             |
| 2013.       | 0           |             |